# Roberto Sepúlveda
 (mai 2021).
Si vous disposez d'ouvrages ou d'articles de référence ou si vous connaissez des sites web de qualité traitant du thème abordé ici, merci de compléter l'article en donnant les références utiles à sa vérifiabilité et en les liant à la section « Notes et références ».
Roberto Sepúlveda Hermosilla (né le 17 août 1955) est un médecin, et homme politique chilien.  l'un des fondateurs de Rénovation Nationale. Il a été maire de Maipú (2000-2004), Ville la plus peuplée de Chili et député du 20e district (2006-2010) le plus grand du Chili, puis continuer au sein du Ministère de la Santé (2010-2016); actuellement il occupe le poste de directeur régional (CORE) dans la Région Métropolitaine.

## Biographie
Fils de 2 professeurs d'université, Néstor Sepúlveda et María Hermosilla, il fait ses études au sein du système d'éducation publique chilienne et intègre ensuite une licence de médecine à l'Université du Chili. Il obtient son diplôme en 1979.
Après avoir obtenu son diplôme, il rentre en Master d'administration des affaires, gestion et politiques publiques. Il s'intéresse particulièrement à la santé et à l'environnement.
Il a servi en tant que médecin dans le secteur public et a occupé divers postes de choix politique populaire et digne de confiance.
Il possède l'une des plus grandes fortunes du pays. Cependant, il a dit en partie; dont il a signifié une série de critiques de l'origine de cette. 1
Marié, deux enfants.

### Vie politique
Roberto Sepúlveda est un leader étudiant important dans les années 1970 à l'Université du Chili.
Élu conseiller municipal pendant 8 ans et maire de la ville de Maipú pendant 4 ans en 2000, il participe à la fondation du Lycée National de Maipú, du Gymnase Municipal Fernando Gonzalez et à l'implémentation de sécurité communale.
En 2005, il est élu député du 20e district, le plus grand du Chili, qui comprend les communes de Maipú, Estación Central et Cerrillos, poste qu'il occupe jusqu'en 2010. Pendant cette période, il présente de nombreux projets de loi en matière de santé et d'environnement, il est considéré comme un des trois meilleurs députés par ses pairs.
En 2010, il intègre le Ministère de la Santé du Chili, où il obtient une reconnaissance nationale, en particulier dans la réduction des listes d'attente du plan AUGE en 2011, en obtenant le niveau le plus bas du pays. 
Il travaille actuellement sur nouvelles réformes concernant le système de santé chilien, que ce soit dans des organisations gouvernementales ou non gouvernementales.
En 2013, il a participé aux premières élections directes des conseillers régionaux en tant que candidat pour la circonscription Santiago III Ouest (qui comprend les villes de Cerrillos, la gare centrale et Maipu), l'obtention de 15290 votes (équivalent à 6,58%).
Le 27 juillet 2016, il a repris comme CORE remplaçant Cathy Barriga, qui a démissionné ce jour-là pour lancer sa candidature en tant que maire de Maipú.2